# پومپرنیکل
پومپرنیکل (آلمانی: Pumpernickel؛ ‏ آلمانی: [ˈpʊmpɐˌnɪkl̩]) در حالت عادی نان چاودار با تراکم بالا و اندکی شیرین است که به‌طور معمول با استفاده از مایه خمیر ترش و دانه چاودار که به فرم درشت آسیاب گردیده‌است، تهیه می‌گردد. این نان برخی اوقات با استفاده از ترکیب آرد چاودار و غله کامل چاودار درست می‌شود.
در یک دورانی، این نان خوراکی سنتی دهقانی بود ولی به‌طور گسترده در قرن بیستم، از طریق حاضری‌فروشی‌ها و سوپرمارکت‌ها، گونه‌های دیگری در بین طبقات دیگر محبوب گشت. نان‌های پومپرنیکل که امروزه در اروپا و آمریکای شمالی درست می‌شود، در چند ویژگی از جمله به‌کارگیری مخمرها، تفاوت دارند.

## هلند
از آن جایی که این نان در طول قرن‌ها جزء متداولی از رژیم غذایی بوده‌است، گونه‌های مختلف پومپرنیکل در کشور هلند محبوب هستند.